# The Waiting Soul
Pour plus de détails, voir Fiche technique et Distribution.
The Waiting Soul est un film muet américain réalisé par Burton L. King, sorti en 1917.

## Synopsis
Le jeune Dudley Kent tombe amoureux de Grace Vaughan et quitte sa femme pour elle. Les deux sont très heureux jusqu'à ce que Kent apprenne que son jeune fils est décédé. Il reproche alors à Grace de l'avoir « attiré » loin de sa famille et la quitte. Seule et fauchée, Grace est amenée à travailler dans une « maison de sport » dirigée par Madame Marie D'Arcy. Désespérée d'échapper à sa situation, elle rencontre un jeune homme qui, selon elle, peut la sauver de sa situation difficile. Il finit par le faire, mais des complications s'ensuivent.

## Fiche technique
- Titre : The Waiting Soul
- Réalisation : Burton L. King
- Scénario : Wallace Clifton, Marion Short
- Photographie : George W. Hill
- Producteur :
- Société de production : Popular Plays and Players Inc.
- Société de distribution : Metro Pictures Corporation
- Pays de production :  États-Unis
- Langue : Anglais
- Métrage : 1 500 m
- Format : Noir et blanc — 35 mm — 1,33:1 — Muet
- Genre : Film dramatique
- Durée : 50 minutes
- Date de sortie : 
  - États-Unis : 2 avril 1917

## Distribution
- Olga Petrova : Grace Vaughan
- Mahlon Hamilton : Stuart Brinsley
- Mathilde Brundage : Mme Brinsley
- Wyndham Standing : Dudley Kent
- Lettie Ford : Mme Hargrove
- Anna Laughney : Marie D'Arcy
- Roy Pilcher : Willard Ashbrook
- Wilfred De Shields : John Hargrove